# フランチェスコ・ディディオーニ
フランチェスコ・ディディオーニ（Francesco Didioni、1839年 - 1895年7月27日）は、イタリアの画家である。主にミラノで活躍し、肖像画や風俗画を描いた。

## 略歴
ミラノで生まれた。ミラノのブレラ美術アカデミーで学び、フランチェスコ・アイエツ（1791-1882）やラファエーレ・カスネディ（1822-1892）といった画家に学んだ。同時期にカスネディに学んだ画家には風俗画を描いたピエトロ・ブーヴィエール（Pietro Bouvier: 1839-1927)がいて友人であった。学生時代の1861年にコンクールに出展した作品が賞を得た。
現在、ミラノ市立近代美術館（Galleria d'Arte Moderna Milan）に収蔵されている「若い金髪女性の肖像画（Ritratto di giovane donna bionda）」のような肖像画も描いていたが、歴史に題材をとった作品も描いた。1881年ころにナポレオンとジョゼフィーヌ・ド・ボアルネの別離を題材にした「国家的理由（Ragione di stato）」という作品は人気になり、版画にして出版された。
1895年7月27日にピエモンテ州の保養地ストレーザで亡くなり、ミラノに埋葬された。

## 作品

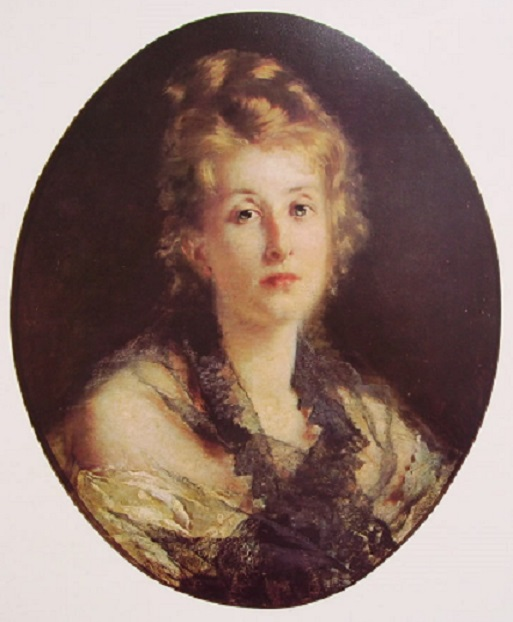
若い金髪女性の肖像画 (1888) ミラノ市立近代美術館
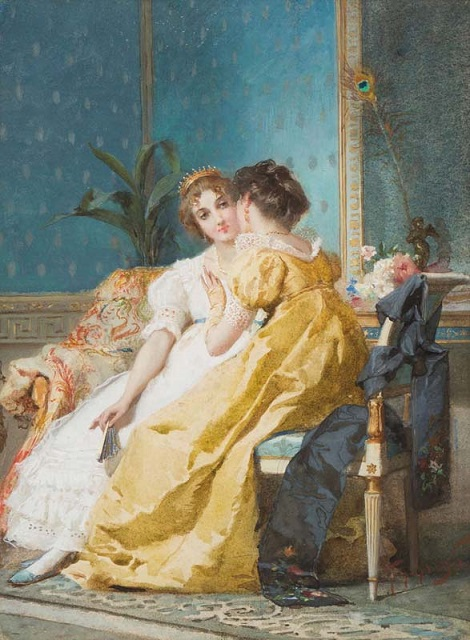
おしゃべり(c.1880)
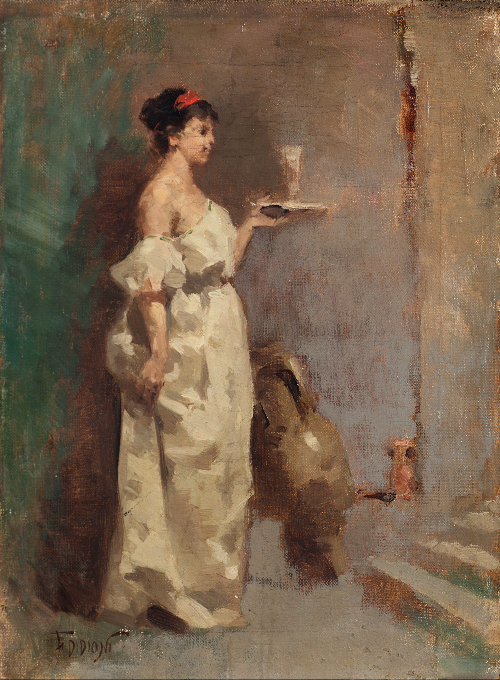
お盆を持つ女性
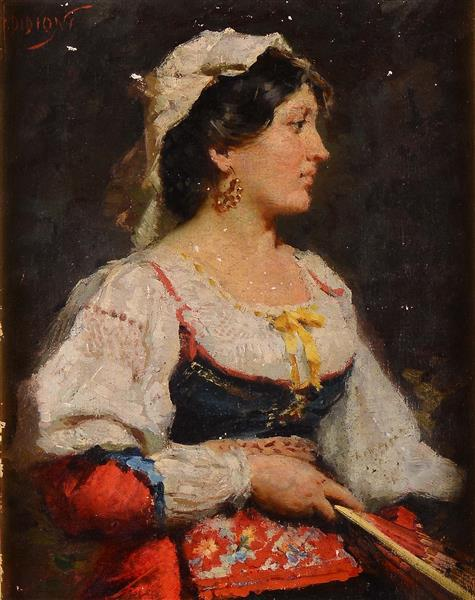
女性像